# Ерзовка (Волгоградская область)
Ерзовка — посёлок городского типа в Городищенском районе Волгоградской области России.
Основан в конце XVIII — начале XIX века как слобода Ерзовка, она же Пичуга.
Население — 6305 чел. (2021).

## История
Ерзовка заселена в конце XVIII — начале XIX века государственными крестьянами. По названию речки, при которой расположился населённый пункт, слобода также была известна как Пичуга или Нижняя Пичуга. В XVIII веке при речке Пичуге располагались Пичужинские хутора и сады. В конце XVIII — начале XIX века началось заселение крестьянами из внутренних губерний. В 1812 году здесь насчитывалось уже 100 дворов и 270 ревизских душ. В 1816 году прибыли поселенцы из Курской губернии. Затем население слободы пополнялось выходцами из Рязанской, Орловской, Пензенской и Тамбовской губерний. Заселение завершилось в 1842 году. Ко времени прекращения заселения Ерзовка имела 289 дворов, в них проживало 1014 душ мужского и 989 женского пола. В 1867 году Ерзовка стала центром Ерзовской волости Царицынского уезда Саратовской губернии. В 1872 году открыта школа, в 1887 году — земское училище. В 1896 году имелось уже 692 двора, в которых проживало 3876 человек.
В конце XIX века жители занимались преимущественно хлебопашеством и чумачеством, во многих дворах имелись сады. Развитию чумачества способствовало расположение села на Саратовско-Астраханском тракте. В 1894 году в селе имелось 6 водяных и 17 ветряных мельниц, несколько бакалейных, мануфактурных и мелочных лавок, 4 маслобойни, 7 кузниц
Первая церковь освящена в 1840 году. В 1897 году построена каменная церковь.
7 сентября 1918 года приказом № 62 Военного совета Северо-Кавказского военного округа была создана Царицынская губерния с Царицынским уездом в её составе.
В 1928 году Ерзовка вошла в состав Сталинградского района Сталинградского округа Нижневолжского края (с 1934 года — Сталинградский край). В 1935 году село включено в состав Песчанского района (с 1938 года — Городищенский район) Сталинградского края (с 1936 года — Сталинградской области, с 1961 года — Волгоградская область). C 1963 по 1977 год Ерзовский сельсовет входил в состав Дубовского района.В 1964 году при разрушении хутора Акатовка жители этого хутора переселились в Ерзовку.

## География
Ерзовка расположена на северо-западе Городищенского района в степной зоне в пределах Приволжской возвышенности, относящейся к Восточно-Европейской равнине, на берегах реки Пичуга и Ерзовского залива Волгоградского водохранилища, на высоте около 30 метров над уровнем моря. Рельеф местности холмисто-равнинный, осложнён балками и оврагами. Близ посёлка находится насосная станция Городищенского канала. Почвы — каштановые солонцеватые и солончаковые. Почвообразующие породы — глины и суглинки.
По автомобильным дорогам расстояние до центра Волгограда составляет 28 км (до центра города), до районного центра посёлка Городище — 25,1 км. Посёлок обходит федеральная автодорога Р228.
Климат
Климат умеренный континентальный с жарким летом и малоснежной, иногда с большими холодами, зимой. Согласно классификации климатов Кёппена климат характеризуется как влажный континентальный (индекс Dfa). Температура воздуха имеет резко выраженный годовой ход. Среднегодовая температура положительная и составляет +8,3 °С, средняя температура января −7,6 °С, июля +24,3 °С. Расчётная многолетняя норма осадков — 386 мм, наибольшее количество осадков выпадает в декабре (39 мм) и июне (41 мм), наименьшее в марте-апреле (по 23 мм) и октябре (24 мм).
Часовой пояс
Ерзовка, как и вся Волгоградская область, находится в часовой зоне МСК (московское время). Смещение применяемого времени относительно UTC составляет +3:00.

## Население
| 1842 | 1860 | 1883 | 1888 | 1894 | 1896 | 1897 | 1911 |
| ---- | ---- | ---- | ---- | ---- | ---- | ---- | ---- |
| 2003 | 2585 | 3183 | 3481 | 3876 | 3719 | 3992 | 4830 |

| 1989  | 2002  | 2009  | 2010  | 2012  | 2013  | 2014  |
| ----- | ----- | ----- | ----- | ----- | ----- | ----- |
| 4275  | ↗5622 | ↗6187 | ↘6128 | ↗6171 | ↗6225 | ↗6258 |
| 2015  | 2016  | 2017  | 2018  | 2019  | 2020  | 2021  |
| ↗6264 | ↘6262 | ↗6377 | ↗6463 | ↘6407 | ↘6373 | ↘6305 |

## Известные уроженцы
- Гончаров Пётр Алексеевич (1903—1944) — советский снайпер, участник Великой Отечественной войны, Герой Советского Союза (1944), гвардии старший сержант РККА. Один из самых результативных советских снайперов Второй мировой войны.
- Огородов, Михаил Иванович (1901—1971) — советский военный деятель, генерал-майор (17 января 1944 года).
- Фиолетов, Николай Николаевич (1891—1943) — российский юрист и богослов, специалист в области канонического права и христианской апологетики. Профессор, декан юридического факультета Пермского университета.

## Памятники и памятные места
В Ерзовке находится Церковь Михаила Архангела — построенный в 1896 году памятник архитектуры регионального значения.
Также в Ерзовке расположена братская могила советских воинов, погибших в период Сталинградской битвы. Воинское захоронение имеет статус памятника истории, является объектом культурного наследия регионального значения.